# Astatumen
Astatumen là một chi của ngành tardigrada trong lớp Eutardigrada đã được tìm thấy tại Romania. Các loài thuộc chi này ban đầu được phân loại trong chi Itaquascon cho đến năm 1997.

## Loài
- Astatumen bartosi (Wêglarska, 1959)
- Astatumen tamaensis (Sudzuki 1975)
- Astatumen tamurai (Ito 1990)
- Astatumen trinacriae (Arcidiacono, 1962)